# فرودگاه آبشارهای کابالگا
فرودگاه آبشارهای کابالگا (به انگلیسی: Kabalega Falls Airport) یک فرودگاه همگانی با کد یاتا KBG است . این فرودگاه در کشور اوگاندا قرار دارد و در ارتفاع ۷۲۱ متری از سطح دریا واقع شده است.